# Alston G. Dayton

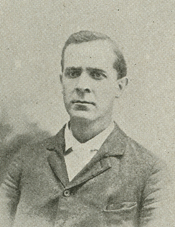
Alston G. Dayton

Alston Gordon Dayton (* 18. Oktober 1857 in Philippi, Virginia; † 30. Juli 1920 in Battle Creek, Michigan) war ein US-amerikanischer Jurist und Politiker. Zwischen 1895 und 1905 vertrat er den zweiten Wahlbezirk des Bundesstaates West Virginia im US-Repräsentantenhaus; danach wurde er Bundesrichter am Bundesbezirksgericht für den nördlichen Distrikt von West Virginia.

## Werdegang
Alston Dayton wurde 1857 in Philippi geboren, das damals noch zu Virginia gehörte und später Teil des 1863 gegründeten Staates West Virginia wurde. Er besuchte die öffentlichen Schulen seiner Heimat und studierte danach bis 1878 an der West Virginia University in Morgantown. Nach seinem Jurastudium und seiner im Jahr 1878 erfolgten Zulassung als Rechtsanwalt begann er in Philippi in seinem neuen Beruf zu arbeiten. Im Jahr 1879 wurde er Bezirksstaatsanwalt im Upshur County. Zwischen 1882 und 1886 übte er die gleiche Tätigkeit im Barbour County aus.
Dayton war Mitglied der Republikanischen Partei und wurde 1894 als deren Kandidat im zweiten Distrikt von West Virginia in das US-Repräsentantenhaus in Washington gewählt. Dort trat er am 4. März 1895 die Nachfolge des Demokraten William L. Wilson an. Nach fünf Wiederwahlen konnte er bis zu seinem Rücktritt am 16. März 1905 im Kongress verbleiben. In diese Zeit fiel der Spanisch-Amerikanische Krieg von 1898, durch den unter anderem die Philippinen unter amerikanische Hoheit kamen. Auch das ehemalige Königreich Hawaiʻi wurde damals Teil der Vereinigten Staaten.
Daytons Rücktritt im März 1905 erfolgte nur wenige Tage nach dem Beginn einer neuen Legislaturperiode. Der Anlass war seine Ernennung zum Richter am United States District Court for the Northern District of West Virginia als Nachfolger von John Jay Jackson. Dieses Amt bekleidete er bis zu seinem Tod im Jahr 1920 in Battle Creek; danach fiel sein Sitz an diesem Bundesgericht an William Eli Baker. Alston Dayton wurde in seinem Geburtsort Philippi beigesetzt.